# Ясениця (округ Поважська Бистриця)
Ясениця (словац. Jasenica) — село, громада округу Поважська Бистриця, Тренчинський край. Кадастрова площа громади — 7.3 км².
Населення 1217 осіб (станом на 31 грудня 2021 року).

## Історія
Ясениця згадується 1269 року.

## Населення
| Рік:            | 1994. | 2004.   | 2014.   | 2024.    |
| --------------- | ----- | ------- | ------- | -------- |
| Кількість осіб: | 950   | 976     | 1063    | 1245     |
| Різниця:        |       | +2,73 % | +8,91 % | +17,12 % |

| Рік:            | 2023. | 2024.   |
| --------------- | ----- | ------- |
| Кількість осіб: | 1238  | 1245    |
| Різниця:        |       | +0,56 % |